# Becsuklásgátló
A becsuklásgátló szolgál tolócsuklós autóbuszokban (tehát ahol a motor a csukló mögötti kocsiszekrényben helyezkedik el) a jármű indokolatlan becsuklásának megakadályozására, azaz nem engedi, hogy a jármű két fele túlságosan betörjön a kerekek megcsúszása esetén.
Az AUTÓKUT Zrt. 1978 óta foglalkozik a tolócsuklós autóbuszokhoz alkalmazható becsuklásgátló-berendezések fejlesztésével. Több megoldás született elvi működési vázlat vagy műszaki terv szinten, míg végül a kormányelfordulási szöget és a becsuklási szöget egy speciális érzékelő és annak jeleit elektronikusan kiértékelő digitális érzékelő jelfeldolgozó megoldást fejlesztettek ki.
Az évek során több megoldás is szolgálati szabadalmat kapott.
Többek között az Ikarus 284 és az Ikarus 435 típusú autóbuszokban is használták.